# Liste des codes IATA des aéroports/N
Liste des codes IATA des aéroports internationaux.
Le code de deux lettres qui suit la ville est la subdivision du pays (région, État…) selon la norme ISO 3166-2.
- A
- B
- C
- D
- E
- F
- G
- H
- I
- J
- K
- L
- M
- N
- O
- P
- Q
- R
- S
- T
- U
- V
- W
- X
- Y
- Z

- Haut – NA
- NB
- NC
- ND
- NE
- NF
- NG
- NH
- NI
- NJ
- NK
- NL
- NM
- NN
- NO
- NP
- NQ
- NR
- NS
- NT
- NU
- NV
- NW
- NX
- NY
- NZ

## NA
- NAA – Narrabri, Nouvelle-Galles du Sud, Australie
- NAB – Albany (Naval Air Station), Géorgie, États-Unis
- NAC – Naracoorte, Australie-Méridionale, Australie
- NAD – Macanal, Colombie
- NAE – Aérodrome de Natitingou, Benin
- NAF – Banaina, Indonésie
- NAG – Aéroport international Dr. Babasaheb Ambedkar de Nagpur, Inde
- NAH – Naha, Sangihe, Indonésie
- NAI – Annai, Guyana
- NAJ – Aéroport de Nakhitchevan, Azerbaïdjan
- NAK – Nakhon Ratchasima, Thaïlande
- NAL – Naltchik, Kabardino-Balkarie, Russie
- NAM – Namlea, Indonésie
- NAN – Aéroport international de Nadi, Fidji
- NAO – Nanchong, Chine
- NAP – Aéroport de Naples-Capodichino, Italie
- NAQ – Aéroport de Qaanaaq, Groenland
- NAR – Nare, Colombie
- NAS – Aéroport international Lynden Pindling, Bahamas
- NAT – Aéroport international de Natal, Rio Grande do Norte, Brésil
- NAU – Aérodrome de Napuka, Polynésie française, France
- NAV – Aéroport de Nevşehir-Cappadoce, Turquie
- NAW – Narathiwat, Thailande
- NAX – Ewa (Barbers Point Naval Air Station), Hawaï, États-Unis
- NAY – Aéroport de Pékin-Nanyuan, Chine
- NAZ – Star Harbour, Îles Salomon

## NB
- NBA – Nambaiyufa, Papouasie-Nouvelle-Guinée
- NBB – Barranco Minas, Guainía, Colombie
- NBC – Aéroport Begichevo de Nijnekamsk, Tatarstan, Russie
- NBE – Aéroport international d'Enfidha-Hammamet, Tunisie
- NBG – Base aéronavale de La Nouvelle-Orléans, Louisiane, États-Unis
- NBH – Nambucca Heads, Nouvelle-Galles du Sud, Australie
- NBJ – Barin Field (Naval Facility), Alabama, États-Unis
- NBL – San Blas, Panama
- NBN – Aéroport d'Annobón, Guinée équatoriale
- NBO – Aéroport international Jomo-Kenyatta, Kenya
- NBR – Nambour, Queensland, Australie
- NBS –  Baishan (Aéroport de Changbaishan), Jilin, Chine
- NBU – Glenview (Naval Air Station), Illinois, États-Unis
- NBV – Canabrava, Pará, Brésil
- NBW – Base navale de la baie de Guantánamo, Cuba
- NBX – Nabire, Indonésie

## NC
- NCA – North Caicos, Îles Turques-et-Caïques, Royaume-Uni
- NCE – Aéroport de Nice-Côte d'Azur, France
- NCG – Nuevo Casas Grandes, Mexique
- NCH – Nachingwea, Tanzanie
- NCI – Necoclí, Colombie
- NCL – Aéroport international de Newcastle, Angleterre, Royaume-Uni
- NCN – Chenega, Alaska, États-Unis
- NCO – North Kingstown (Quonset Point), Rhode Island, États-Unis
- NCP – Cubi Point (Naval Air Station), Philippines
- NCQ – Marietta (Atlanta Naval Air Station), Géorgie, États-Unis
- NCS – Newcastle, Afrique du Sud
- NCT – Nicoya, Costa Rica
- NCU – Noukous, Karakalpakstan, Ouzbékistan
- NCY – Aéroport d'Annecy Haute-Savoie Mont-Blanc, France

## ND
- NDA – Aérodrome de Bandanaira, Indonésie
- NDB – Aéroport de Nouadhibou, Mauritanie
- NDC – Aéroport Shri Guru Gobind Singh Ji, Inde
- NDD – Sumbe, Angola
- NDE – Mandera, Kenya
- NDF – Ndalantando, Angola
- NDG – Aéroport de Qiqihar-Sanjiazi, Chine
- NDI – Namudi, Papouasie-Nouvelle-Guinée
- NDJ – Aéroport international de N'Djaména, Tchad
- NDK – Namdrik, Îles Marshall
- NDL – Ndélé, République centrafricaine
- NDM – Mendi, Éthiopie
- NDN – Nadunumu, Papouasie-Nouvelle-Guinée
- NDP – Pensacola (Ellyson Field Naval Air Station), Floride, États-Unis
- NDR – Aéroport de Nador-Al Aroui, Maroc
- NDS – Sandstone, Australie occidentale, Australie
- NDU – Aérodrome de Rundu, Namibie
- NDV – Washington (Anacostia Navy Heliport), District de Columbia, États-Unis
- NDY – Aérodrome de Sanday, Écosse, Royaume-Uni
- NDZ – Nordholz, Allemagne

## NE
- NEA – Brunswick (Glynco Naval Air Station), Géorgie, États-Unis
- NEC – Necochea, Argentine
- NEG – Negril, Jamaïque
- NEJ – Nejo, Éthiopie
- NEK – Nekemte, Éthiopie
- NEL – Lakehurst (Maxfield Field), New Jersey, États-Unis
- NEN – Jacksonville (Whitehouse Naval Outlying Field), Floride, États-Unis
- NER – Aéroport de Tchoulman, Yakutia-Sakha, Russie
- NES – Skyports Seaplane Base, New York, New York, États-Unis
- NEU – Sam Neua, Laos
- NEV – Niévès (Newcastle), Saint-Christophe-et-Niévès
- NEW – La Nouvelle-Orléans (Aéroport Lakefront), Louisianne, États-Unis

## NF
- NFB – Mount Clemens (Detroit Naval Facility), Michigan, États-Unis
- NFD – Summerdale (Naval Outlying Field), Alabama, États-Unis
- NFE – Fentress (Naval Auxiliary Field), Virginie, États-Unis
- NFG – Nefteïougansk, Tyumen, Russie
- NFJ – Milton (Choctaw Naval Field), Floride, États-Unis
- NFL – Naval Air Station Fallon, Nevada, États-Unis
- NFO – Aéroport de Niuafoʻou, Tonga
- NFR – Nafoora, Libye

## NG
- NGA – Young, Nouvelle-Galles du Sud, Australie
- NGB – Aéroport international de Ningbo Lishe, Chine
- NGC – Grand Canyon (North Rim), Arizona, États-Unis
- NGD – Anegada, Îles Vierges britanniques, Royaume-Uni
- NGE – Aéroport de Ngaoundéré, Cameroun
- NGF – Base aérienne de Kaneohe Bay, Hawaï, États-Unis
- NGI – Île Gau, Fidji
- NGL – Ngala Airport (d) , Afrique du Sud
- NGM – Hagåtña (Naval Air Station), Guam, États-Unis
- NGN – Narganá, Panama
- NGO – Aéroport international du Chūbu, Japon
- NGP – Base aéronavale de Corpus Christi, Texas, États-Unis
- NGR – Ningerum, Papouasie-Nouvelle-Guinée
- NGS – Aéroport international de Nagasaki, Japon
- NGT – Berclair (Goliad Field), Texas, États-Unis
- NGU – Base navale de Norfolk, Virginie, États-Unis
- NGW – Corpus Christi (Cabaniss Field), Texas, États-Unis
- NGX – Manang, Népal
- NGZ – Alameda (Nimitz Field), Californie, États-Unis

## NH
- NHA – Nha-Trang, Viêt Nam
- NHD – Base aérienne d'Al Minhad, Émirats arabes unis
- NHF – New Halfa, Soudan
- NHJ – Naha, Japon
- NHK – Patuxent River (Trapnell Field), Maryland, États-Unis
- NHS – Nushki, Pakistan
- NHT – Station RAF de Northolt, Angleterre, Royaume-Uni
- NHV – Aérodrome de Nuku Hiva, Polynésie française, France
- NHX – Foley, Alabama, États-Unis
- NHZ – Brunswick (Naval Air Station), Maine, États-Unis

## NI
- NIA – Nimba, Liberia
- NIB – Nikolai, Alaska, États-Unis
- NIC – Aéroport international de Nicosie, Chypre
- NID – China Lake (Armitage Field), Californie, États-Unis
- NIE – Niblack, Alaska, États-Unis
- NIF – Nifty, Australie occidentale, Australie
- NIG – Nikunau, Kiribati
- NIK – Aérodrome du Niokolo-Koba, Sénégal
- NIM – Aéroport international Diori Hamani, Niger
- NIN – Ninilchik, Alaska, États-Unis
- NIO – Nioki, République démocratique du Congo
- NIP – Base aéronavale de Jacksonville, Floride, États-Unis
- NIR – Beeville (Chase Field), Texas, États-Unis
- NIS – Simberi, Papouasie-Nouvelle-Guinée
- NIT – Aérodrome de Niort Souché, France
- NIU – Aérodrome de Niau, Polynésie française, France
- NIX – Aérodrome de Nioro, Mali

## NJ
- NJA – Naval Air Facility Atsugi, Japon
- NJC – Nijnevartovsk, Tyumen, Russie
- NJF – Aéroport international de Nadjaf, Irak
- NJK – Naval Air Facility El Centro, Californie, États-Unis
- NJM – Swansboro (Bogue Field), Caroline du Nord, États-Unis
- NJP – Warminster (Aéroport NADC), Pennsylvanie, États-Unis
- NJW – Moscow (Joe Williams Field), Mississippi, États-Unis

## NK
- NKA – Nkan, Gabon
- NKB – Noonkanbah, Australie-Occidentale, Australie
- NKC – Aéroport international de Nouakchott-Oumtounsy, Mauritanie
- NKD – Sinak, Indonésie
- NKG – Aéroport international de Nankin, Chine
- NKI – Naukati, Alaska, États-Unis
- NKL – Aéroport de Nkolo-Fuma, République démocratique du Congo
- NKM – Aéroport de Nagoya, Japon
- NKN – Nankina, Papouasie-Nouvelle-Guinée
- NKO – Ankokoambo, Madagascar
- NKP – Aérodrome de Nukutepipi, Polynésie française, France
- NKS – Aéroport de Nkongsamba, Cameroun
- NKT – Şırnak/Cizre, Turquie
- NKU – Nkaus, Lesotho
- NKV – Nichen Cove, Alaska, États-Unis
- NKW – Diego Garcia, Territoire britannique de l'océan Indien, Royaume-Uni
- NKX – Base aéronavale de Miramar, Californie, États-Unis
- NKY – Nkayi, République du Congo

## NL
- NLA – Aéroport international Simon Mwansa Kapwepwe, Zambie
- NLC – Base aéronavale de Lemoore, Californie, États-Unis
- NLD – Aéroport international de Nuevo Laredo, Mexique
- NLE – Niles (Jerry Tyler Memorial Airport), Michigan, États-Unis
- NLF – Darnley Island, Queensland, Australie
- NLG – Nelson Lagoon, Alaska, États-Unis
- NLH – Ninglang, Yunnan, Chine
- NLI – Nikolaïevsk-sur-l'Amour, Kraï de Khabarovsk ,Russie
- NLK – Aéroport international de l'île Norfolk, Australie
- NLL – Nullagine, Australie occidentale, Australie
- NLN – Arcata/Eureka (Aéroport de Kneeland), Californie, États-Unis
- NLO – Aéroport de Ndolo, Kinshasa, République démocratique du Congo
- NLP – Nelspruit, Afrique du Sud
- NLS – Nicholson, Australie occidentale, Australie
- NLT – Xian de Xinyuan, Xinjiang, Chine
- NLU – Aéroport international Felipe Ángeles et Base aérienne de Santa Lucía, Mexique
- NLV – Aéroport international de Mykolaïv, Ukraine

## NM
- NMA – Namangan, Ouzbékistan
- NMB – Daman, Inde
- NMC – Norman's Cay, Bahamas
- NME – Nightmute, Alaska, États-Unis
- NMG – San Miguel, Panama
- NMG – Fort McMurray, Alberta, Canada
- NMM – Base aéronavale de Meridian, Mississippi, États-Unis
- NMP – New Moon, Queensland, Australie
- NMR – Nappa Merry, Queensland, Australie
- NMS – Namsang, Birmanie
- NMT – Namtu, Birmanie
- NMU – Namu, Îles Marshall

## NN
- NNA – Aéroport militaire de Kénitra, Maroc
- NNB – Santa Ana, Îles Salomon
- NND – Nangade, Mozambique
- NNG – Aéroport international de Nanning Wuxu, Chine
- NNI – Namutoni, Namibie
- NNK – Naknek, Alaska, États-Unis
- NNL – Nondalton, Alaska, États-Unis
- NNM – Aéroport de Narian-Mar, Oblast d'Arkhangelsk, Russie
- NNR – Aérodrome du Connemara, Irlande
- NNT – Nan, Thaïlande
- NNU – Nanuque, Mato Grosso, Brésil
- NNX – Nunukan, Borneo, Indonésie
- NNY – Nanyang, Chine

## NO
- NOA – HMAS Albatross, Nouvelle-Galles du sud, Australie
- NOB – Aérodrome de Nosara, Costa Rica
- NOC – Aéroport de Knock, Irlande
- NOD – Norden, Allemagne
- NOG – Aéroport international de Nogales, Mexique
- NOI – Novorossiïsk, Krasnodar, Russie
- NOJ – Noïabrsk, Iamalie, Russie
- NOK – Nova Xavantina, Mato Grosso, Brésil
- NOM – Nomad River, Papouasie-Nouvelle-Guinée
- NON – Nonouti, Kiribati
- NOO – Naoro, Papouasie-Nouvelle-Guinée
- NOP – Sinop, Turquie
- NOR – Neskaupstaður, Islande
- NOS – Aéroport international de Nosy-Be-Fascene, Madagascar
- NOT – Novato (Gnoss Field), Californie, États-Unis
- NOU – Aéroport international de Nouméa-La Tontouta, Nouvelle-Calédonie, France
- NOV – Aéroport d'Huambo, Angola
- NOW – Port Angeles (Coast Guard), Washington, États-Unis
- NOZ – Novokouznetsk, Oblast de Kemerovo, Russie

## NP
- NPA – Base aéronavale de Pensacola, Floride, États-Unis
- NPB – Niuatoputapu, Tonga
- NPE – Napier/Hastings, Nouvelle-Zélande
- NPG – Nipa, Papouasie-Nouvelle-Guinée
- NPH – Nephi, Utah, États-Unis
- NPL – New Plymouth, Nouvelle-Zélande
- NPO – Nangapinoh, Indonésie
- NPP – Napperby, Territoire du Nord, Australie
- NPR – Aéroport de Novo Progresso, Pará, Brésil
- NPS – Honolulu (Ford Island), Hawaï, États-Unis
- NPT – Aéroport de Newport State, Rhode Island, États-Unis
- NPU – San Pedro de Urabá, Colombie
- NPY – Mpanda, Tanzanie

## NQ
- NQA – Millington (Naval Air Station), Tennessee, États-Unis
- NQI – Base aéronavale de Kingsville, Texas, États-Unis
- NQL – Niquelândia, Goiás, Brésil
- NQN – Neuquén, Argentine
- NQT – Nottingham, Angleterre, Royaume-Uni
- NQU – Nuquí, Colombie
- NQX – Base aéronavale de Key West, Floride, États-Unis
- NQY – Aéroport de Newquay Cornouailles, Angleterre, Royaume-Uni
- NQZ – Aéroport international Noursoultan-Nazarbaïev, Kazakhstan

## NR
- NRA – Narrandera, Nouvelle-Galles du Sud, Australie
- NRB – Base navale de Mayport, Floride, États-Unis
- NRC – Crows Landing, Californie, États-Unis
- NRD – Norderney, Basse-Saxe, Allemagne
- NRE – Namrole, Île Buru, Indonésie
- NRG – Narrogin, Australie occidentale, Australie
- NRI – Afton, Oklahoma, États-Unis
- NRK – Aéroport de Norrköping, Suède
- NRL – Aérodrome de North Ronaldsay, Écosse ,Royaume-Uni
- NRM – Aérodrome de Keibane, Mali
- NRN – Aéroport de Weeze, Rhénanie-du-Nord-Westphalie, Allemagne
- NRR – Ceiba (Ofstie Field), Porto Rico, Etats-Unis
- NRS – Imperial Beach (Naval Outlying Field), Californie, États-Unis
- NRT – Aéroport international de Narita, Japon
- NRU – Narum, Papouasie-Nouvelle-Guinée
- NRV – Guam (U.S. Coast Guard), Guam, Etats-Unis
- NRW – Nordrhein Weeze, Allemagne
- NRY – Newry, Territoire du Nord, Australie

## NS
- NSA – Noosa, Queensland, Australie
- NSB – Îles Bimini (North Seaplane Base), Bahamas
- NSE – Milton (Whiting Field), Floride, États-Unis
- NSF – Camp Springs (Andrews AFB), Maryland, États-Unis
- NSH – Nowshahr, Iran
- NSI – Aéroport international de Yaoundé-Nsimalen, Cameroun
- NSK – Aéroport d'Alykel, Kraï de Krasnoïarsk, Russie
- NSM – Norseman, Australie occidentale, Australie
- NSN – Nelson, Nouvelle-Zélande
- NSO – Scone, Nouvelle-Galles du Sud, Australie
- NSP – Sangley Point, Philippines
- NST – Nakhon Si Thammarat, Thaïlande
- NSV – Noosaville, Queensland, Australie
- NSX – Virgin Gorda (Naval Station), Îles Vierges britanniques, Royaume-Uni
- NSY – Base aérienne de Sigonella, Italie

## NT
- NTA – Natadola, Fidji
- NTB – Notodden, Norvège
- NTC – Santa Carolina, Mozambique
- NTD – Base aéronavale de Point Mugu, Californie, États-Unis
- NTE – Aéroport de Nantes-Atlantique, France
- NTG – Aéroport de Nantong Xingdong, Chine
- NTI – Bintuni, Indonésie
- NTJ – Manti/Ephraim, Utah, États-Unis
- NTK – Tustin (Marine Corps Air Station), Californie, États-Unis
- NTL – Aéroport de Newcastle et Base Williamtown, Nouvelle-Galles du Sud, Australie
- NTM – Miracema do Tocantins, Tocantins, Brésil
- NTN – Normanton, Queensland, Australie
- NTO – Aérodrome Agostinho-Neto, Cap-Vert
- NTQ – Aéroport de Noto, Japon
- NTR – Aéroport International del Norte, Mexique
- NTT – Aéroport de Niuatoputapu, Tonga
- NTU – Base aéronavale Oceana, Virginie, États-Unis
- NTX – Aéroport de Ranai-Natuna, Indonésie
- NTY – Aéroport de Pilanesberg, Afrique du Sud

## NU
- NUA – Nuwara Eliya, Sri Lanka
- NUB – Numbulwar, Territoire du Nord, Australie
- NUC – Île San Clemente, Californie, États-Unis
- NUD – En Nahud, Soudan
- NUE – Aéroport Albrecht-Dürer de Nuremberg, Allemagne
- NUF – Hatton, Sri Lanka
- NUG – Nuguria, Papouasie-Nouvelle-Guinée
- NUH – Nunchía, Colombie
- NUI – Nuiqsut, Alaska, États-Unis
- NUJ – Hamadan, Iran
- NUK – Aérodrome de Nukutavake, Polynésie française, France
- NUL – Nulato, Alaska, États-Unis
- NUM – Aéroport de Neom Bay, Arabie Saoudite
- NUN – Pensacola (Saufley Field), Floride, États-Unis
- NUP – Nunapitchuk, Alaska, États-Unis
- NUQ – Moffett Federal Airfield, Californie, États-Unis
- NUR – Nullarbor, Australie méridionale, Australie
- NUS – Norsup, Vanuatu
- NUT – Nutuve, Papouasie-Nouvelle-Guinée
- NUU – Nakuru, Kenya
- NUW – Base aéronavale de Whidbey Island, Washington, États-Unis
- NUX – Aéroport de Novy Ourengoï, Iamalie, Russie

## NV
- NVA – Neiva, Colombie
- NVD – Nevada, Missouri, États-Unis
- NVG – Nueva Guinea, Nicaragua
- NVI – Navoï, Ouzbékistan
- NVK – Narvik (Framnes), Norvège
- NVN – Beckwourth, Californie, États-Unis
- NVP – Novo Aripuanã, Amazonas, Brésil
- NVR – Novgorod, Russie
- NVS – Aéroport de Nevers-Fourchambault, France
- NVT – Aéroport international de Navegantes, Santa Catarina , Brésil
- NVY – Neyveli, Tamil Nadu, Inde

## NW
- NWA – Aérodrome de Mohéli, Comores
- NWH – Newport (Parlin Field), New Hampshire, États-Unis
- NWI – Aéroport international de Norwich, Angleterre, Royaume-Uni
- NWP – Argentia (Naval Air Station), Terre-Neuve-et-Labrador, Canada
- NWT – Nowata, Papouasie-Nouvelle-Guinée
- NWU – Bermudes (Naval Air Station), Bermudes, Royaume-Uni

## NX
- NXP – Twentynine Palms (Marine Corps), Californie, États-Unis
- NXX – Willow Grove (Naval Air Station), Pennsylvanie, États-Unis

## NY
- NYA – Niagan, Khantys-Mansis, Russie
- NYC – New York (Aire métropolitaine), New York, États-Unis
- NYE – Nyeri, Kenya
- NYG – Quantico (Turner Field), Virginie, États-Unis
- NYI – Sunyani, Ghana
- NYK – Nanyuki, Kenya Nadym
- NYM – Nadym, Iamalie, Russie
- NYN – Nyngan, Nouvelle-Galles du Sud, Australie
- NYO – Aéroport de Stockholm-Skavsta, Suède
- NYR – Niourba, République de Sakha, Russie
- NYS – Hydroaéroport Skyport de New York, New York, États-Unis
- NYT – Naypyidaw, Birmanie
- NYU – Bagan/Nyaung-u, Birmanie
- NYW – Monywa, Birmanie

## NZ
- NZA – Nzagi, Angola
- NZC – Nazca, Pérou
- NZE – Aérodrome de N'zérékoré, Guinée
- NZH – Aéroport de Manzhouli-Xijiao, Chine
- NZJ – Santa Ana (El Toro), Californie, États-Unis
- NZH – Zhalantun, Chine
- NZO – Nzoia, Kenya
- NZW – South Weymouth (Shea Field), Massachusetts, États-Unis
- NZX – Harold (Naval Outlying Field), Floride, États-Unis
- NZY – Naval Air Station North Island, Californie, États-Unis